# 佃安之丞

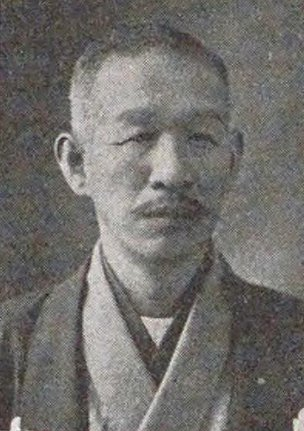
佃安之丞

佃 安之丞（つくだ やすのじょう、慶応3年5月16日（1867年6月18日） - 大正10年（1921年）10月22日）は、日本の衆議院議員（新政会）、医師。

## 経歴
伊勢国飯野郡機殿村（現在の三重県松阪市）出身。東京帝国大学医科大学別科を卒業。飯南郡医、三重県臨時検疫部検疫官、三重県警察医を務め、飯南郡医師会長、三重県医師会長、大日本医師会理事を歴任した。また飯南郡会議員、同議長、三重県会議員、同副議長、同議長に選出された。
1917年（大正6年）、第13回衆議院議員総選挙に出馬し、当選を果たした。